# 가스페반도

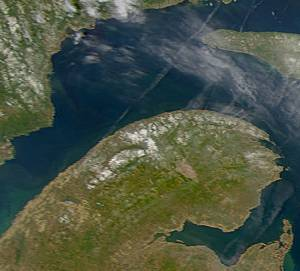
가스페반도의 위성 사진 (NASA 제공). 남동쪽의 샤루루만이 끊어져 있다. 북동쪽 구석에 보이는 것은 앙티코스티섬.

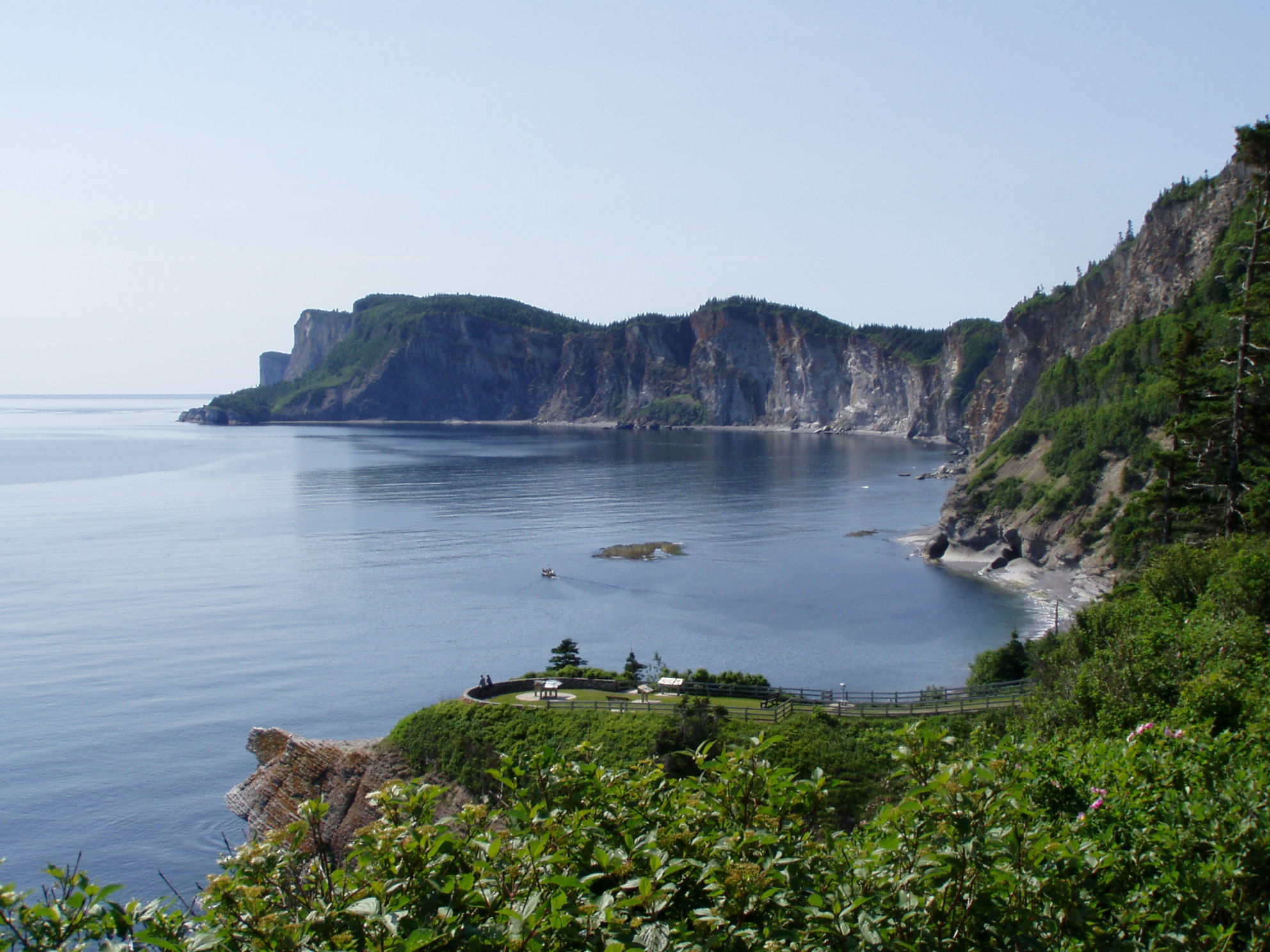
호리욘 국립 공원, 호리욘반도 북부의 보나미곶

가스페반도(Gaspé Peninsula.  Gaspesia, Gaspé 등으로도 표기.  프랑스어 : la Gaspésie)은 북아메리카 대륙의 북부, 세인트로렌스강 하구의 남쪽에 있는 반도로 캐나다의 퀘벡주에 속한다.  세인트로렌스만을 따라 남서쪽에서 북동쪽으로 뻗어나가며, 남쪽 샤루루만(Baie des Chaleurs)과 레스티구슈강(Restigouche River)에 인접한 뉴 브런즈윅으로 나눌 수 있다.
행정구역상으로 가스페반도는 마들렌 제도와 함께 퀘벡 가스페그 마들렌느 섬 지역을 형성하고 있다. 반도의 주요 도시는 가스페이다. 1534년에 탐험가 자크 카르티에가 가스페반도의 동쪽에 도착하여 이 마을에서 프랑스 캐나다 식민지(누벨프랑스의 영유권 확대)가 시작되었다. 주민의 대부분은 프랑스어를 모국어로하는 퀘벡 사람들이다.
이 반도는 구릉과 산이 많고 애팔래치아산맥의 북동방향의 연장 선상에 해당한다.  국제 애팔래치아 트레일(International Appalachian Trail)이 반도를 종단하고 있다.  캐나다 국도 132호가 반도를 순환하고 있고, 지선의 하나는 해안을 따라 있으며 또 하나의 지선은 세인트-플라비(Sainte-Flavie)에서 반도를 가로 지른다.  애팔래치아 산맥의 끝의 지역인 호리욘 국립 공원(Forillon National Park)은 반도의 북동쪽에 있고 울창한 숲, 사구, 해안 절벽이 펼쳐져 있다.  반도는 태국 대서양 연어가 회귀하는 크고 작은 계곡이 많아 북미 태국 대서양 연어 낚시의 메카가되고있다.
반도의 동쪽에 있는 세인트 로렌스만에 돌출한 부분은 가스페곶(Cap Gaspé)라고 불린다.  가스페라는 이름의 유래는 원주민 미쿠마쿠족의 말로 '땅'을 뜻하는 '게스페그 "(gespeg)이다.

## 내륙
국도 198호가 반도의 북부 해안에서 내륙을 관통하고있다. 이 길은 가스페반도의 숲으로 올라가 많은 강을 가로 질러 해발 660m에 이르고 머독 빌( Murdochville )에 도착한다.
머독 빌은 예전에는 구리 광산 마을으로 노동 운동이 심했으나 1999년에 폐광되어 현재는 풍력 발전 등으로 생존을 도모하고 있다.  많은 산에 발전용 풍차단지가 자리 잡고 있으며 세계 유수의 발전량을 자랑하고 있다.
머독 빌에서 198호선은 요크 강을 따라 내려가 반도 동쪽에서 가스페 마을에 이른다.

## 남해안 부

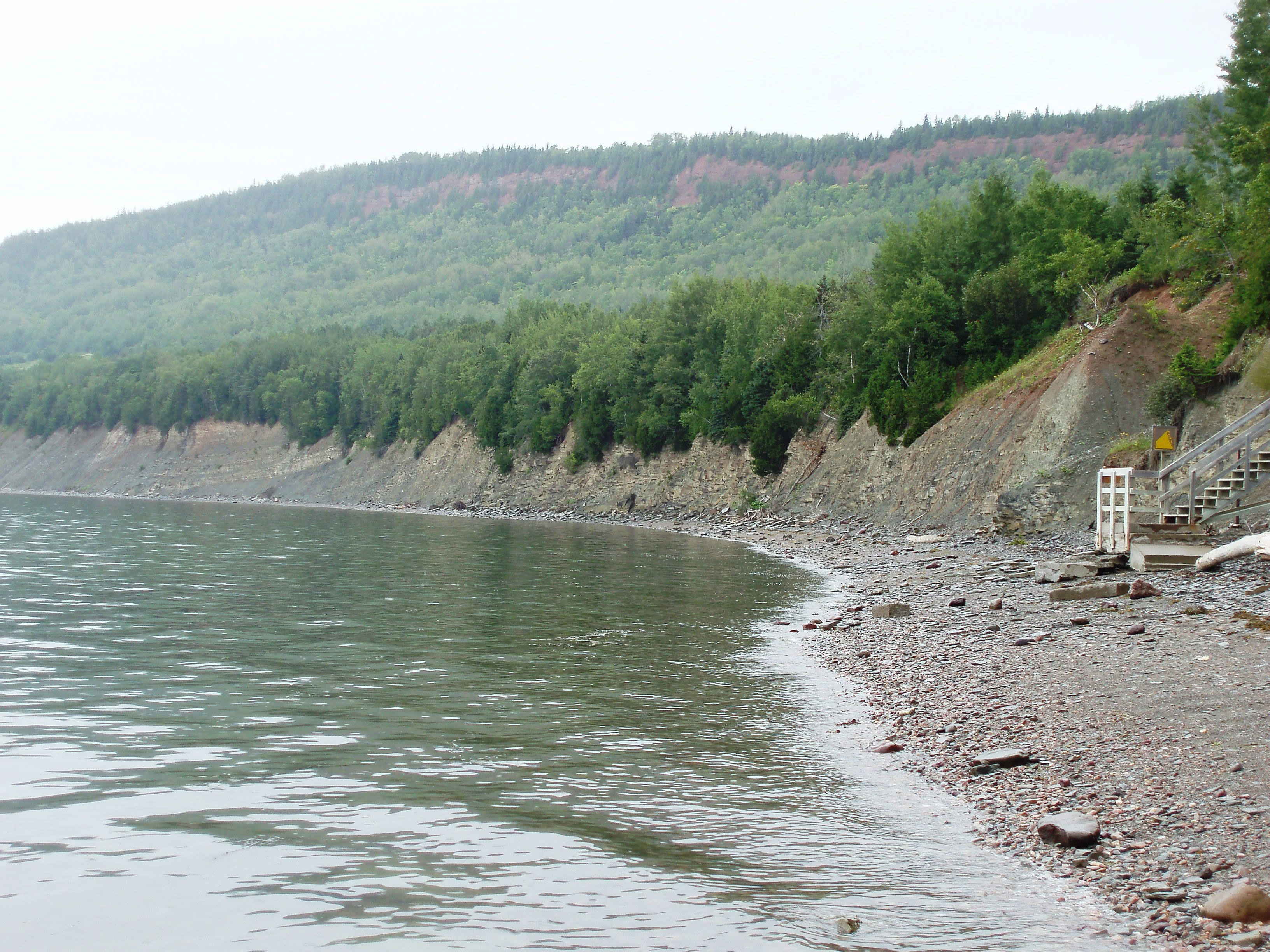
미구아샤 국립 공원

레스티구슈(Restigouche)와 게스가페지아그(: Gesgapegiag) 마을에는 미쿠마쿠족 보호구역과 거주지가있다.
뉴 리치몬드(New Richmond)와 뉴 칼라일(New Carlisle)에는 활발한 영어 사용자 공동체가있다.  독립한 미국에서 벗어나 영국령 북아메리카로 이주한 왕당파(충신)의 정착촌을 추모하기 위하여 뉴 리치몬드 윌렛 포인트에는 왕당파를 테마로 '왕당파 마을(le village loyaliste)' 이 재현되어 있다.
칼튼 쉬르 메르(Carleton-sur-Mer) 근처에 데본기의 귀중한 화석 군에서 유명한 미구아샤 국립 공원 이 있으며, 세계유산에 등록되어있다.